# Luca Giordano

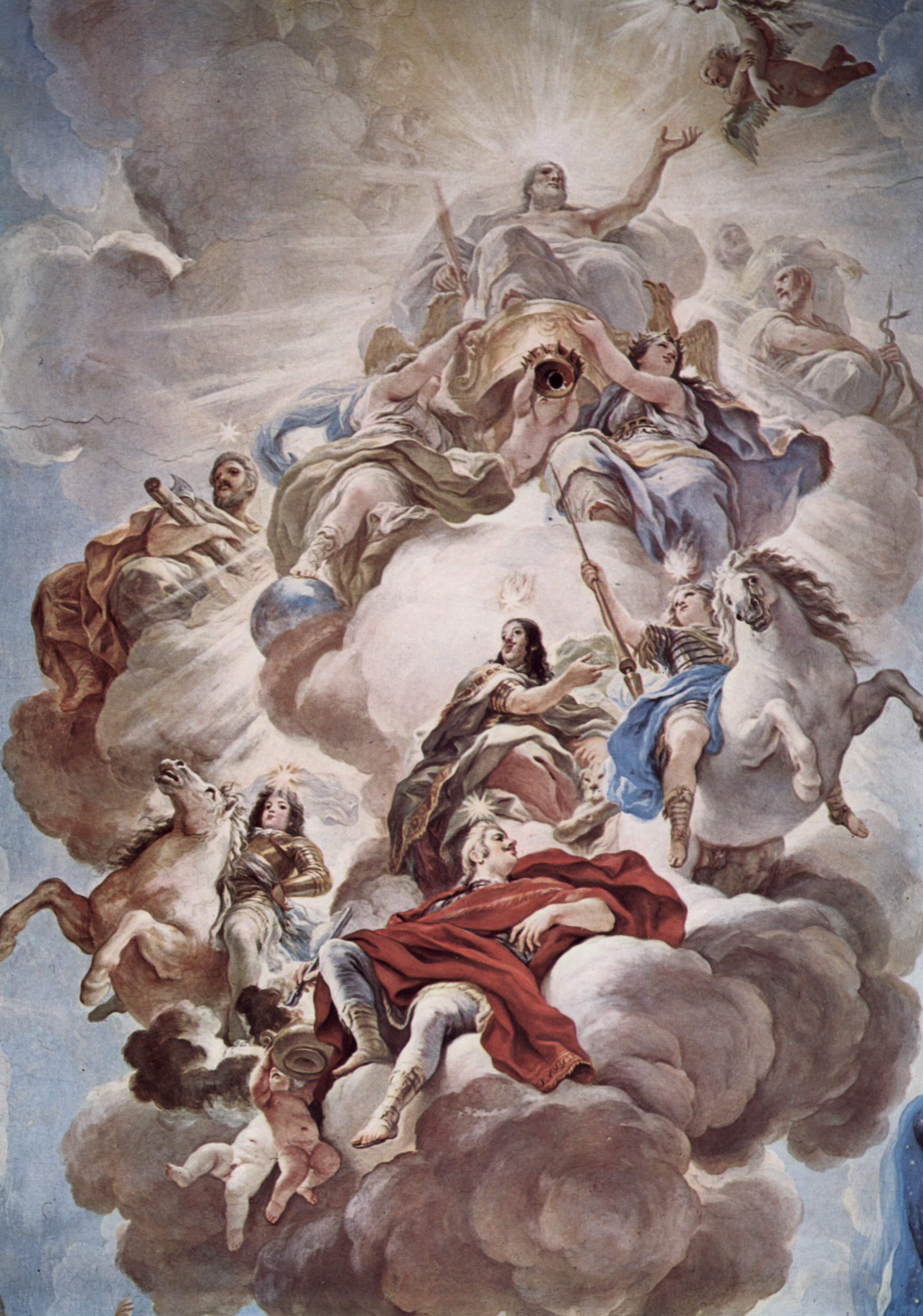
A Mediciek apoteózisa a Palazzo Medici-Riccardiban

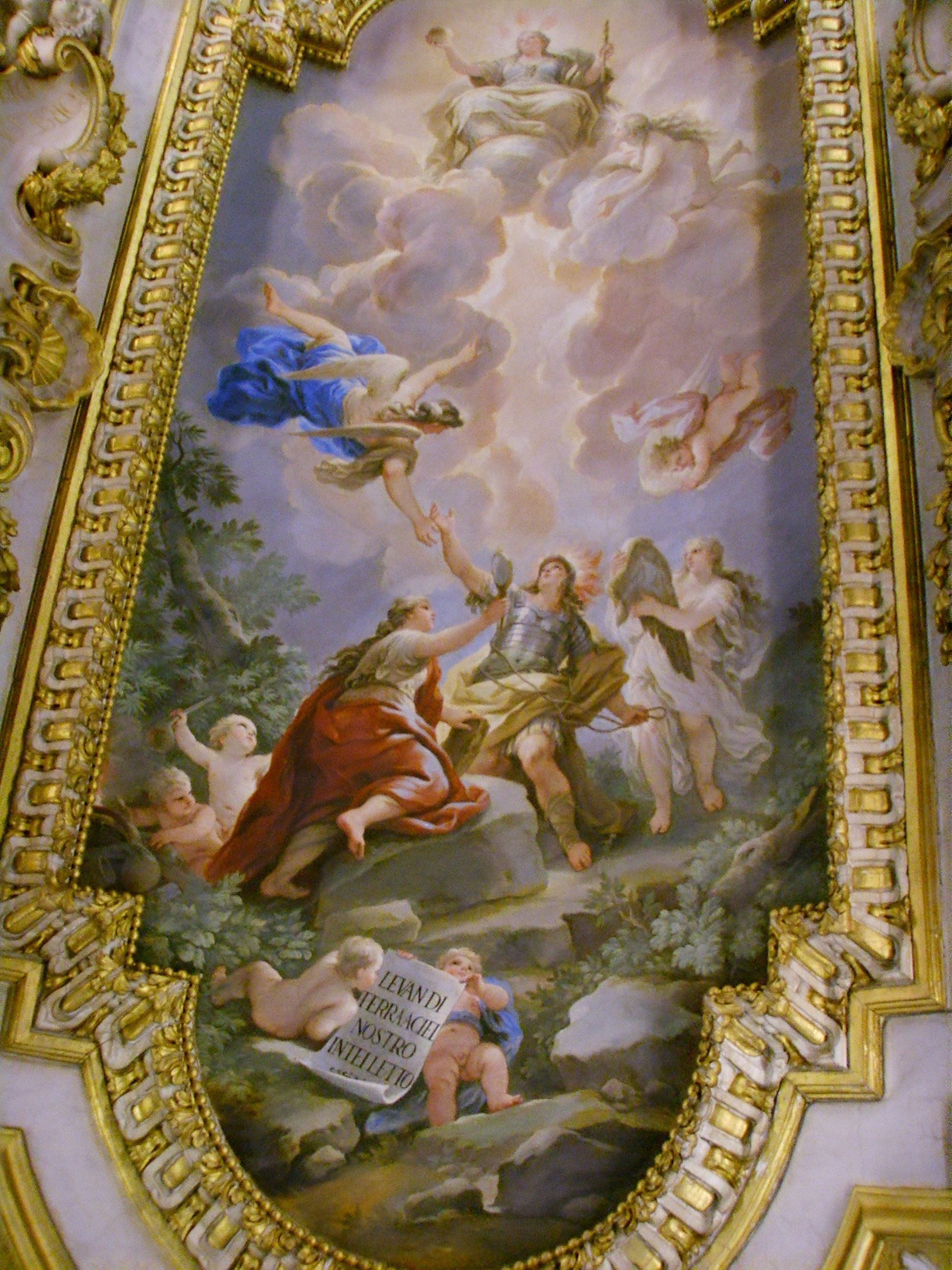
A bölcsesség allegóriája a Palazzo Medici-Riccardi könyvtárában

Luca Giordano, (Nápoly, 1634. október 18. – Nápoly, 1705. január 12.) olasz festő és rézmetsző.

## Életpályája
A bámulatos gyorsaságért, amellyel festeni szokott, Fa prestó-nak nevezték el. Eleinte Jusepe de Ribera tanítványa volt, utóbb Rómában főleg Pietro da Cortona hatása alatt állt. Hosszabb utazásokat is tett Itáliában, Firenze, Velence és Nápoly több templomában festett nagyméretű freskókat. II. Károly 1692-ben Spanyolországba hívta meg, ahol a templomokat és palotákat árasztott el festményeivel. Kevéssel 1700 után visszatért Nápolyba. A nápolyi Certosa di San Martino kincstárának boltozatára 48 óra alatt festette meg a freskókat, s ekkor kapta a Fa prestó nevet.
Festményei megtalálhatók Bécsben (Belvedere), Szentpéterváron (Ermitázs), Párizsban (Louvre), Nápolyban, Münchenben (Alte Pinakothek), Madridban (Prado),  Athénban (Nemzeti Galéria), Drezdában (Städtische Galerie), Londonban (National Gallery és magángyűjtemények), Berlinben (Staatliche Museen), Amszterdamban (Rijksmuseum), Bostonban (Museum of Fine Arts), Budapesten (Szépművészeti Múzeum), New Yorkban (Metropolitan Művészeti Múzeum), Washingtonban (National Gallery of Art) és Franciaország néhány városának múzeumában.  

## Főbb művei
- Lót és leányai
- Zsuzsánna a fürdőben
- Judit és az érckigyó
- Hágár elűzése
- Xavéri Szent Ferenc megkereszteli a japánokat
- Dávid a legyőzött Góliát fejét tartja kezében
- Ráhel és Jákob a kútnál
- Eszter és Ahasvérus
- A betlehemi kisdedek meggyilkolása
- Jézus a keresztfán
- Csodálatos kenyérszaporítás
- Jézus és a szamaritánusnő
- Jézus a jeruzsálemi templomban
- Jézus testét leveszik a keresztről
- Kiüzetés az Édenkertből
- Európé elrablása
- Szent Mihály arkangyal letaszítja a mennyből Lucifert
- Jézus születése
- Venus és Mars a khariszok körében
- Tarquinius és Lucretia
- Seneca halála
- A béke allegóriája
- A Justicia allegóriája (Szépművészeti Múzeum)
- Prométheusz szenvedése (Szépművészeti Múzeum)

## Fordítás
- Ez a szócikk részben vagy egészben  a   Luca Giordano című olasz Wikipédia-szócikk fordításán alapul.  Az eredeti cikk szerkesztőit annak laptörténete sorolja fel. Ez a jelzés csupán a megfogalmazás eredetét és a szerzői jogokat jelzi, nem szolgál a cikkben szereplő információk forrásmegjelöléseként.